# Belone Moreira
Belone Moreira (født 1. juni 1990 i Lissabon, Portugal) er en portugisisk håndboldspiller, som spiller i S.L. Benfica og på Portugals herrehåndboldlandshold.
Han deltog under EM i håndbold 2020 i Sverige/Østrig/Norge.